# Joint Base Charleston
La Joint Base Charleston è una base militare congiunta United States Air Force e United States Navy, gestita dall'Air Mobility Command e situata tra le città di North Charleston e Goose Creek, nella Carolina del Sud

## Informazioni Generali
La struttura odierna è stata costituita nel 2010 con la fusione della precedente Base aerea, attiva dal 1941, e della locale attività di supporto della Marina. Nell'area è presente il terminal civile dell'Aeroporto Internazionale di Charleston, con il quale condivide le piste.

## Unità
Attualmente l'unità ospitante è il 628th Air Base Wing.
Sono presenti i seguenti reparti:
- U.S.A.F.
  - 437th Airlift Wing
  - 315th Airlift Wing, Air Force Reserve Command
  - 560th RED HORSE Squadron, 622nd Civil Engineer Group
- U.S.Navy
  - Naval Support Activity
  - Nuclear Power Training Unit
  - Naval Nuclear Power Training Command
  - Naval Health Clinic
  - Naval Munitions Command
  - Base di ormeggio di 6 Ro-Ro della Ready Reserve Force.

Sono inoltre presenti unità dell'United States Army, United States Coast Guard e U.S. Marines Corps.